# Russ Conway

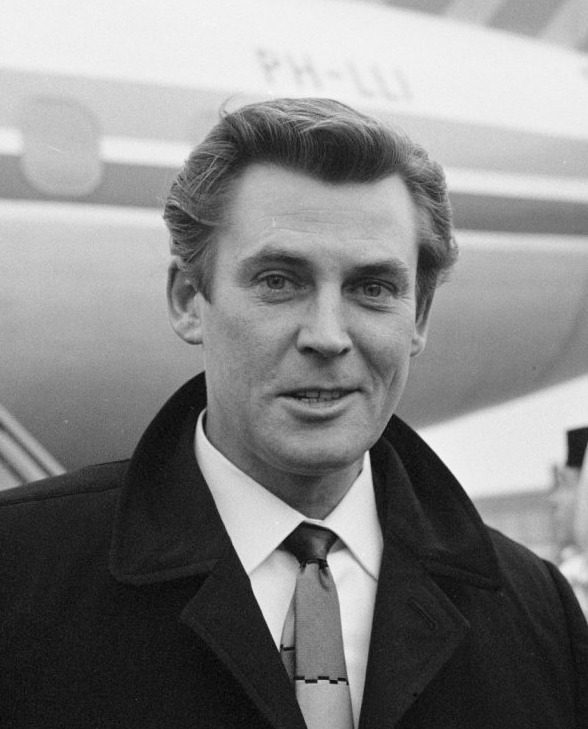
Russ Conway, 1962

Russ Conway (* 2. September 1925 in Bristol, England; † 16. November 2000 in Eastbourne, England) war ein britischer Pianist, Komponist und Sänger. Seine großen kommerziellen Erfolge hatte er von 1957 bis 1962. Dabei brachten es zwei seiner Aufnahmen bis auf die Nummer-Eins-Position in den britischen Singles-Charts. Conway hieß eigentlich Trevor Herbert Stanford, den Namen benutzte er auch als Komponist (Trevor Stanford oder Trevor H. Stanford) bis zu seinem Tode. Conway war nie verheiratet (die englischsprachige Wikipedia führt ihn in der Liste der homosexuellen Musiker) und führte ein sehr zurückgezogenes Privatleben.

## Kindheit und Jugend
Trevor Stanford war der jüngste von drei Söhnen eines Handelsvertreters aus Südengland; seine Mutter war eine talentierte Klavierspielerin. Sein Talent muss er wohl von ihr geerbt haben; angeblich hatte er, bis auf eine Stunde im Alter von vier Jahren, nie Klavierunterricht. Sein Taschengeld gab er lieber für Kinotickets aus. Mit 14 ging er von der Schule ab; sein Vater besorgte ihm einen Job in einem Anwaltsbüro, doch das war schnell vorbei – Trevor klaute Geld und musste für drei Jahre in eine Jugendstrafanstalt.
Da er immer zur See fahren wollte, schickte ihn sein Vater nach Verbüßen der Strafe auf eine Schule der Handelsmarine. Schon wenig später ging er zur Royal Navy. In dieser Zeit traf er den Sänger Norman Milne, mit dem er gemeinsam auftrat. Milne wurde später als Michael Holliday ebenfalls ein Star. Der Zweite Weltkrieg war in vollem Gange, Trevor wurde zum Funker ausgebildet und fand sich auf einem Minensuchboot in der Ägäis wieder. Für seine Leistungen während des Krieges erhielt er später den Verdienstorden Distinguished Service Medal. Während dieser Zeit verlor er bei einem Unfall an einer Brotschneidemaschine die Fingerspitze seines kleinen Fingers. Darauf führte Russ später seinen einzigartigen Tastenanschlag zurück.
Nach dem Krieg war er bis 1948 wieder bei der Handelsmarine. Da er wegen Magenproblemen aufhören musste, arbeitete er unter anderem als Verkäufer, Maschinist, Klempnergehilfe und Barkeeper.

## Einstieg ins Musikbusiness
Letztlich landete Trevor in London, und ein alter Freund bat ihn, für einen Barpianisten einzuspringen der in Urlaub war. Eines Abends sah ihn der Choreograph Irving Davies, der ihm Arbeit als Begleitmusiker für Music-Hall-Auftritte junger aufstrebender Künstler besorgte. Dies führte zu einem Treffen mit Norman Newell, einem A&R-Manager bei EMI, der ihn für Columbia Records unter Vertrag nahm.
So kam er bald dazu, große Plattenstars der Zeit am Klavier zu begleiten: Gracie Fields, Dennis Lotis, Joan Regan, seine spezielle Freundin Rosemary Squires u. v. a. m.
1956 schrieben Trevor und Norman zusammen die Musik für eine Fernsehproduktion von The Beauty and the Beast (‚Die Schöne und das Biest‘). Norman gab Trevor auch seinen neuen Namen, und von nun an gab es Russ Conway.
1957 arbeitete Russ in den (damals noch nicht so berühmten) Abbey Road Studios und produzierte gemeinsam mit Geoff Love, Bert Weedon und anderen erfolgreiche Schallplatten. Nebenbei trat er auch in ungezählten Fernsehshows auf und erhielt schließlich ein Engagement in der ‘’Billy Cotton Band Show’’, und er nahm eine eigene Schallplatte auf, ein Medley alter Mitsing-Lieder in dem Honky Tonk-Stil, den in Großbritannien Winifred Atwell zur Perfektion gebracht hatte. Das Geoff Love Orchester untermalte sein Klavierspiel.
Die EP nannte er Party Pops, und sie wurde Weihnachten 1957 zum Hit. „Was er dann spielte, klang immer so, als habe man im Radio umgeschaltet in die Bar des zweitbesten Hotels am Platze.“, schreibt Frank Laufenberg. Doch genau dieser Sound machte ihn – neben seinem guten Aussehen und dem berühmten Lächeln – richtig populär. Er bekam sogar bald seine eigene Fernsehserie.

## Die Jahre an der Spitze
Mit 33 Jahren erlebte Russ den Höhepunkt seiner Karriere: der begann mit seiner Komposition Side Saddle. Die Platte war kaum veröffentlicht, da verdrängte sie am 21. Februar 1959 die Platters von der Nummer-Eins-Position der britischen Charts. Sie blieb für vier Wochen an der Spitze, und insgesamt 30 Wochen in der Hitparade. Nur wenige Wochen später kletterte auch die Nachfolgesingle Roulette bis auf Nummer eins (und verdrängte damit am 19. Juni 1959 Elvis Presley von der Spitze). Dieser Song wurde auch der erste in Großbritannien, der eine Silberne Schallplatte für 250.000 verkaufte Exemplare erhielt.
Seine Bekannt- und Beliebtheit stiegen ins schier Unermessliche. Ausverkaufte Konzerte im ganzen Lande, Hörfunk- und Fernsehauftritte kamen einer nach dem anderen. Den beiden Nummer-eins-Hits folgten die Top-Ten-Singles China Tea, Snow Coach und More and More Party Pops.
Mehrere Male trat er als Star des Abends im London Palladium auf. Und er war weiter aktiv im Studio: Von Anfang 1960 bis Ende 1962 brachte er weitere elf Singles oder EPs in die Charts, von denen allerdings nur noch eine, Toy Balloons, es in die Top 10 schaffte. Außerdem nahm er natürlich nebenbei auch viele Alben auf, auf denen er in den langsameren Stücken sein wahres Können am Klavier zeigen konnte. Er hat nie viel gesungen, doch seine Stimme ist auf seiner letzten Hitsingle, Always You and Me, zu hören, allerdings spricht er mehr als dass er singt.
Russ Conway war einer der meistverkauften Künstler in Großbritannien vor den Beatles, mit insgesamt 30 Millionen verkauften Platten. Von 1957 bis 1962 gab es von ihm mehr als 40 Singles, etwa 20 EPs und rund ein Dutzend Alben. „Dabei war es nicht nur die ältere Generation, die für ihn schwärmte – nein, das ging durch alle Altersklassen. Russ muß zu seiner Zeit einfach der Strahlemann gewesen sein, der durch bloßes Angrinsen die Sorgen des Alltags vertrieb.“

## Kampf gegen Abstieg, Krankheit und Sucht
Mit der Ankunft der Beatles war Russ Conways Karriere als Single-Hitmacher vorbei. Er versuchte zwar, noch einmal mit einer Platte auf den Beatmusik-Zug aufzuspringen, und brachte 1963 ein Medley mit Merseybeat-Hits namens Liverpool Pops heraus. Doch die Singles-Käufer waren nun nicht mehr die Eltern, sondern die Kinder, die Teenager der Beat-Generation, und bei diesen kam er nicht gut an. Conways Stern begann zu sinken.
Die Karriere rieb auch Russ Conways Gesundheit auf, und während er 1965 für die BBC arbeitete, erlitt er plötzlich einen Schlaganfall.
Noch nicht richtig genesen, spielte er bald wieder eine Saison im London Palladium, und während des Sommers wurde er prompt wieder krank. Da er merkte, dass das Showbusiness seine Gesundheit ruinieren wollte, konzentrierte er sich auf das Komponieren und Texten von Songs. Er gab selbst zu, dass er in den frühen 1970er Jahren „ein schwieriger Arbeitskollege“ gewesen sei. Er trank viel und nahm Antidepressiva. Dies und seine Krankheit brachten es mit sich, dass sein Vermögen zusammenschmolz und er fast in den Bankrott abglitt.
Mit der Hilfe von Freunden aus dem Showbusiness kämpfte Conway dagegen an und kam noch in den 70ern zurück ins Fernsehen, ins Radio und ins Studio – und bald auch wieder auf die Konzertbühnen, wenn auch nicht mehr an den Topadressen. Über all die Jahre blieb er für die meisten Briten ein Star.

## Die letzten Jahre und der Krebs
1989 diagnostizierten Ärzte bei Russ Magenkrebs. Mit erfolgreichen Operationen und Bestrahlungen schien er die Krankheit besiegt zu haben und war Ende des Jahres schon wieder an der Arbeit. Kurz darauf gründete er den Russ Conway Cancer Fund als wohltätige Organisation, und Spenden für diese Organisation unterstützten verschiedene Projekte. Russ Conways erste Wohltätigkeitsgala wurde an seinem 65. Geburtstag im Bristol Hippodrome veranstaltet und war ausverkauft.
Über die nächsten zehn Jahre veranstaltete Russ viele solcher Galas mit Hunderten von Freunden aus dem Showbusiness, die ihre Zeit opferten, um sein Anliegen zu unterstützen. Russ und seine Helfer konnten so unter anderem einen Bus für arme Kinder in Bristol finanzieren, auf dem dann sein Name verewigt wurde. Darauf war Russ sehr stolz.
Im August 2000 veröffentlichte Russ Conway noch einmal eine CD, auf der er alte und neue Musik kombinierte.
Zu seinem 75. Geburtstag im September 2000 gab er ein Konzert in Eastbourne, Sussex, wo er die letzten 14 Jahre seines Lebens verbrachte. Joan Regan und viele andere musikalische Weggefährten aus alten Tagen waren dabei. Das Congress Theatre war ausverkauft, und viele Fans mussten an der Tür abgewiesen werden.
Am 16. November 2000 erlag Russ Conway mit 75 Jahren seiner schweren Krankheit.

## Diskografie

### Alben
| Jahr | Titel                                | Höchstplatzierung, Gesamtwochen, AuszeichnungChartsChartplatzierungen (Jahr, Titel, Platzierungen, Wochen, Auszeichnungen, Anmerkungen) | Anmerkungen |
| Jahr | Titel                                | UK | Anmerkungen |
| ---- | ------------------------------------ | --- | ----------- |
| 1958 | Pack Up Your Troubles                | UK6 (6 Wo.)UK |             |
| 1959 | Songs to Sing in Your Bath           | UK8 (10 Wo.)UK |             |
| 1959 | Family Favourites                    | UK3 (16 Wo.)UK |             |
| 1959 | Time to Celebrate                    | UK3 (7 Wo.)UK |             |
| 1960 | My Concerto for You                  | UK5 (18 Wo.)UK |             |
| 1960 | Party Time                           | UK7 (11 Wo.)UK |             |
| 1977 | Russ Conway Presents 24 Piano Greats | UK25 (3 Wo.)UK |             |

### Singles
| Jahr | Titel Album                      | Höchstplatzierung, Gesamtwochen, AuszeichnungChartsChartplatzierungen (Jahr, Titel, Album, Platzierungen, Wochen, Auszeichnungen, Anmerkungen) | Anmerkungen         |
| Jahr | Titel Album                      | UK | Anmerkungen         |
| ---- | -------------------------------- | --- | ------------------- |
| 1957 | Party Pops –                     | UK24 (5 Wo.)UK |                     |
| 1958 | Got A Match –                    | UK30 (1 Wo.)UK |                     |
| 1958 | More Party Pops –                | UK10 (7 Wo.)UK |                     |
| 1959 | The World Outside –              | UK24 (4 Wo.)UK |                     |
| 1959 | Side Saddle –                    | UK1 (30 Wo.)UK |                     |
| 1959 | Roulette –                       | UK1 (19 Wo.)UK |                     |
| 1959 | China Tea –                      | UK5 (13 Wo.)UK |                     |
| 1959 | Snow Coach –                     | UK7 (9 Wo.)UK |                     |
| 1959 | More And More Party Pops –       | UK5 (8 Wo.)UK |                     |
| 1960 | Royal Event –                    | UK15 (9 Wo.)UK |                     |
| 1960 | Fings Ain’t Wot They Used T’Be – | UK47 (1 Wo.)UK |                     |
| 1960 | Lucky Five –                     | UK14 (9 Wo.)UK |                     |
| 1960 | Passing Breeze –                 | UK16 (10 Wo.)UK |                     |
| 1960 | Even More Party Pops –           | UK27 (9 Wo.)UK |                     |
| 1961 | Pepe –                           | UK19 (9 Wo.)UK |                     |
| 1961 | Pablo –                          | UK45 (2 Wo.)UK |                     |
| 1961 | Say It With Flowers –            | UK23 (10 Wo.)UK | mit Dorothy Squires |
| 1961 | Toy Balloons –                   | UK7 (11 Wo.)UK |                     |
| 1962 | Lesson One –                     | UK21 (7 Wo.)UK |                     |
| 1962 | Always You And Me –              | UK33 (7 Wo.)UK |                     |